# Lethe dinarbas
Lethe dinarbas är en fjärilsart som beskrevs av William Chapman Hewitson 1863. Lethe dinarbas ingår i släktet Lethe och familjen praktfjärilar. Inga underarter finns listade i Catalogue of Life.